# Кост
 Тази статия е за анатомичния орган.  За замъка вижте Кост (замък).  За други значения вижте Кости (пояснение).
Костта е твърд анатомичен орган, който представлява основна съставна част от скелета на гръбначните животни. Тя е изградена от жива тъкан и наред със своите механични функции участва още и в кръвотворенето и обмяната на калций и други минерали.

## Строеж
Костта се състои от клетки, които са оградени от матрикс. Костната тъкан се изгражда от три вида клетки:
- остеоцити (поддържащи матрикса);
- остеобласти (образуващи костната тъкан) и
- остеокласти (разрушаващи костната тъкан).

Различават се два вида костно вещество, които заедно придават здравина и лекота на костта. Компактното вещество, което заема външната част на костта, където силите на натиск и опън са най-силни, е изградено от успоредни тръбички, наречени остеони. По-лекото спонгиозно вещество има структура, подобна на пчелна пита, и образува костни пластинки, наречени трабекули. Тези пространства са изпълнени с желеподобен костен мозък. Външната повърхност на костите е покрита от тънка мембрана, наречена периост.

## Функции
Костта като орган изпълнява три функции: опорна, защитна и двигателна.

## Класификация
Според формата си костите могат да се разделят на дълги, къси, плоски и неправилни, като преобладаващи са първите три вида. Формата е показателна механична функция на костта.
- Дълги кости – имат по-голям надлъжен, отколкото напречен размер и включват костите на крайниците, с изключение на костите на китката, глезена и колянното капаче. Всяка кост се състои от диафиза (тяло) и две крайни части (епифиза), които са по широки от тялото на костта.

- Къси кости – карпалните (на китката) и тарзалните (на ходилото), са с кубична форма. Те образуват преходната (съединяващата) част в областта на китката и ходилото, където движението е ограничено, но стабилността е от съществено значение.

- Плоски кости – стернумът (гръдната кост), ребрата, скапулите (лопатките) и черепните кости – са тънки, плоски и леко извити. Някои от тях, например ребрата и черепните кости, изграждат защитни кухини (черепна и гръдна), докато други, лопатките например – представляват широка повърхност, за която се залавят мускулите.
- Неправилни кости – костите на лицевия череп, прешлените, които изграждат гръбначния стълб и тазовите кости. Те не се вписват в останалите три категории.

## Клинично значение
Редица заболявания могат да засегнат костите, включително артрит, фрактури, инфекции, остеопороза и тумори. Лекарска помощ може да бъде оказвана от различни специалисти по медицина, включително ревматолози за ставите, и ортопедични хирурзи, които могат да извършват операция за фиксиране на счупените кости. Други лекари, като рехабилитатори, могат да участват във възстановителния процес, рентгенолози при тълкуване на констатациите за образна диагностика и патолози при изследване на причината за заболяването, а семейни лекари могат да играят роля за предотвратяване на усложнения при костни заболявания като остеопороза.

### Фрактури
При нормални кости фрактури се появяват, когато има приложена значителна сила или повтаряща се травма в продължение на дълго време. Фрактури могат да се появят и при отслабване на костта, като например при остеопороза, болест на Пейджет или ако мястото е поразено от рак. Чести фрактури включват фрактури на китките и на бедрената кост, вертебрални фрактури и фрактури на дългите кости. Не всички фрактури са болезнени. Когато са сериозни, в зависимост от вида и местоположението на фрактурите, усложненията могат да включват различни рани от проникването на костите през кожата. Някои по-сложни фрактури могат да бъдат лекувани чрез използване на процедури за костно присаждане, които заменят липсващите части от костите.
Процесът на оздравяване на костите е доста сложен, но може да бъде разделен на 3 фази:
- реактивна фаза – по време на която зоната около счупването набъбва
- репаративна фаза – мембраната, която покрива счупената кост, се преобразува в костни и хрущялни клетки и започва да свързва разстоянието между костните сегменти. Така се образува минерално находище (с отлагане на калций) на мястото на разрушаване, наречено калус.
- фаза на ремоделиране – трабекуларната или временна кост се замества с компактна постоянна кост. Този процес може да отнеме от 3 седмици до 5 години.

Натрупването на калций през репаративната фаза е толкова силно, че докато костта се лекува, има период, в който мястото на прекъсване става по-здраво, отколкото някога е било, но останалата част от костта, обграждаща мястото на счупване, всъщност се деминерализира поради неактивност (предполага се, че мястото на счупване е обездвижено). Така костта като цяло отслабва по време на лечебния процес. След приключване фазата на ремоделиране костта си възвръща изцяло първоначалната сила, която е имала преди счупването, като мястото на фрактурата не е повече или по-малко вероятно да се счупи отново.